# Grekisk krokus
Grekisk krokus (Crocus sieberi) är en irisväxtart som beskrevs av Jacques Étienne Gay. Grekisk krokus ingår i krokussläktet och i familjen irisväxter.
Grekisk krokus växer naturligt från Balkanhalvön till Kreta. Arten förekommer tillfälligt i Sverige, men reproducerar sig inte.

## Underarter
Arten delas in i följande underarter:
- C. s. sieberi
- C. s. atticus
- C. s. nivalis
- C. s. sublimis

## Bilder

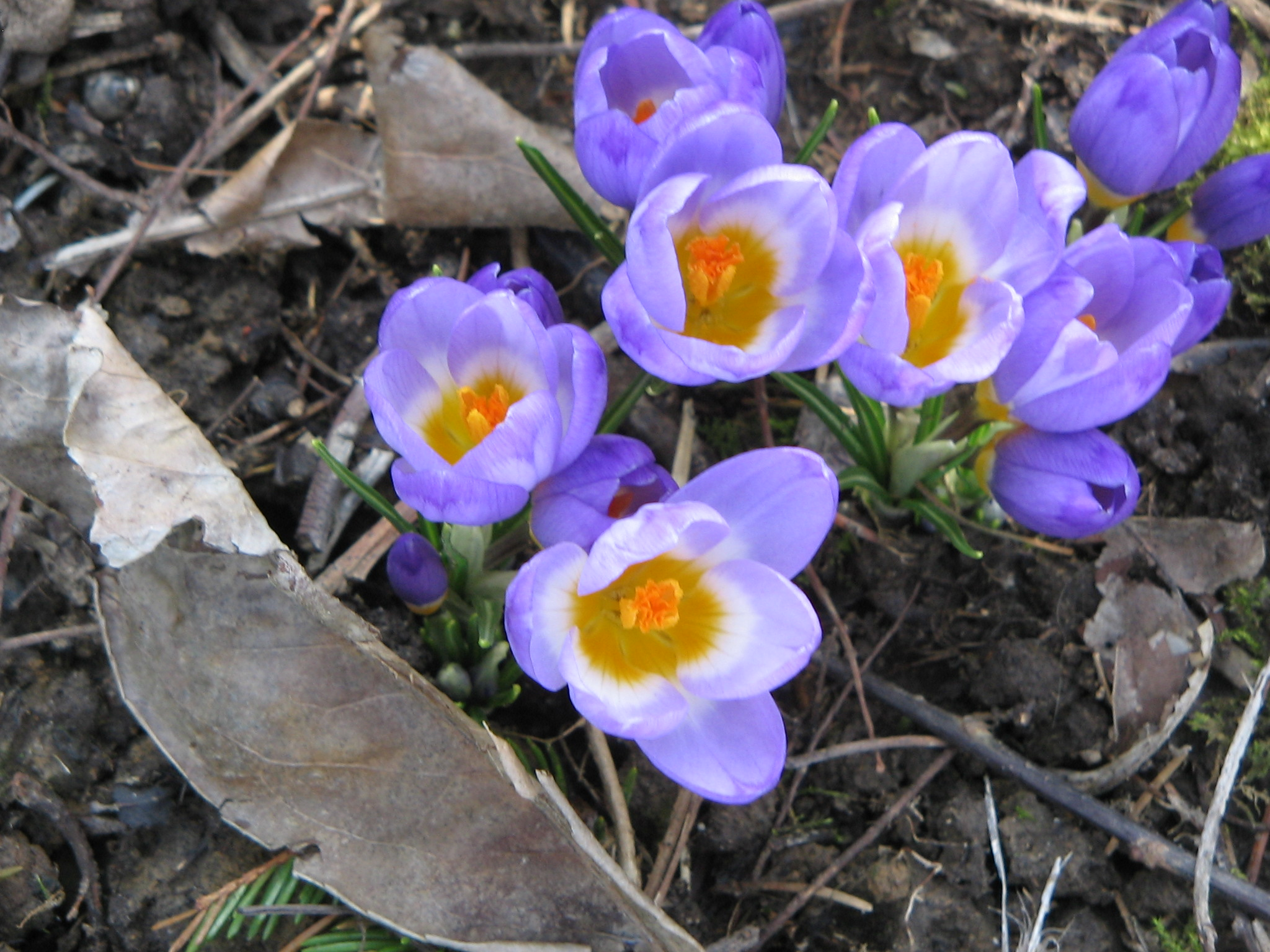
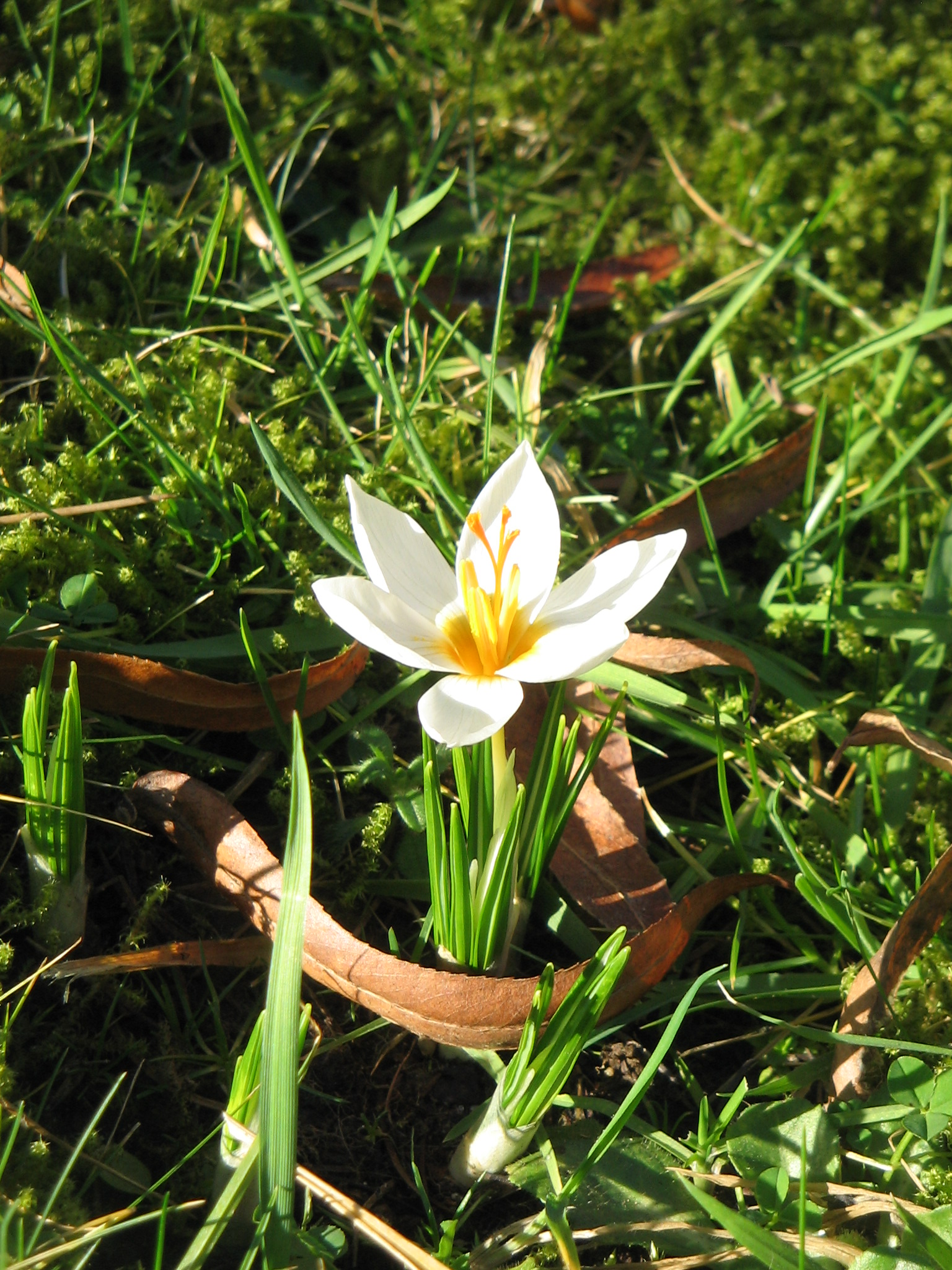
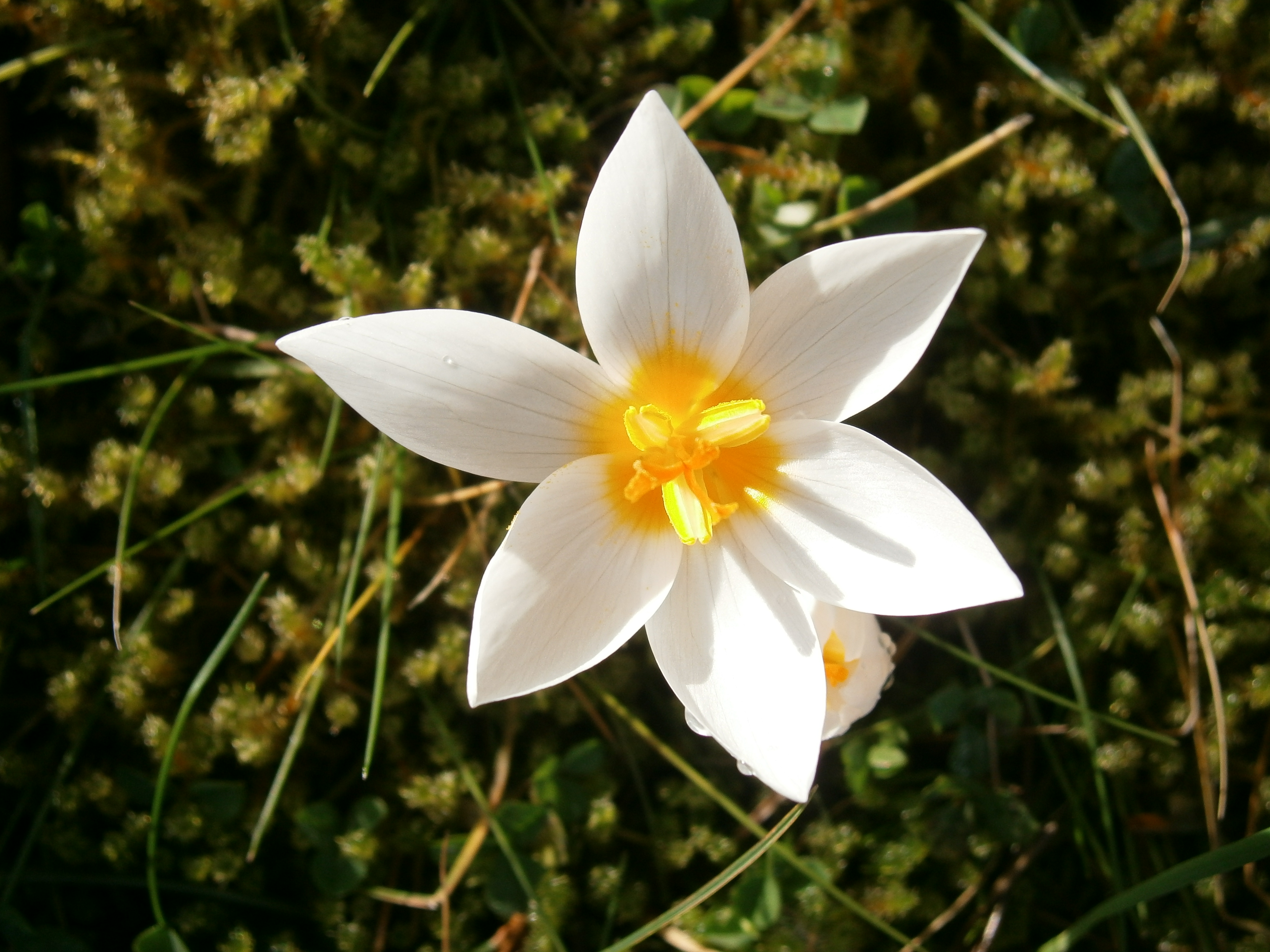
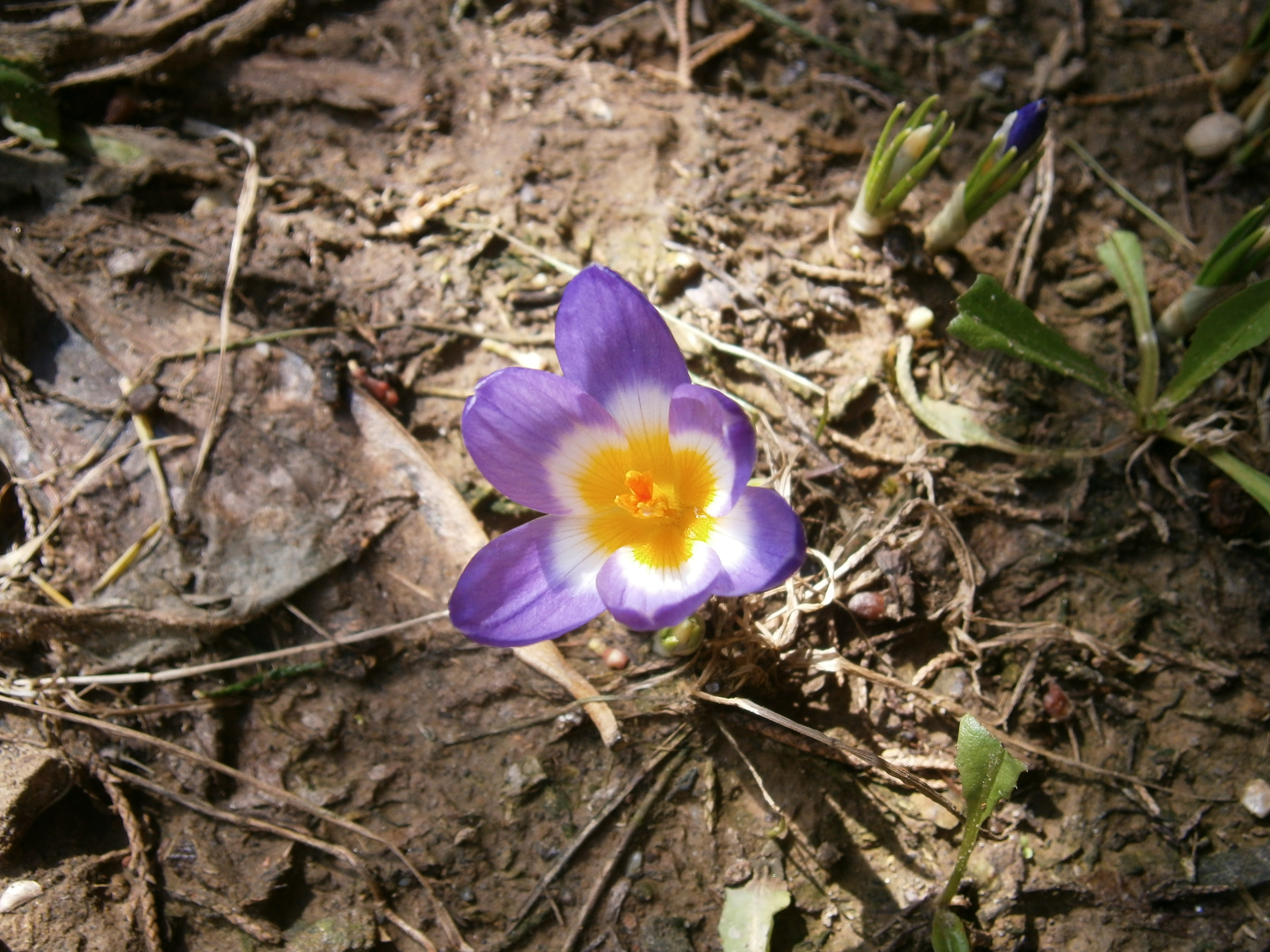
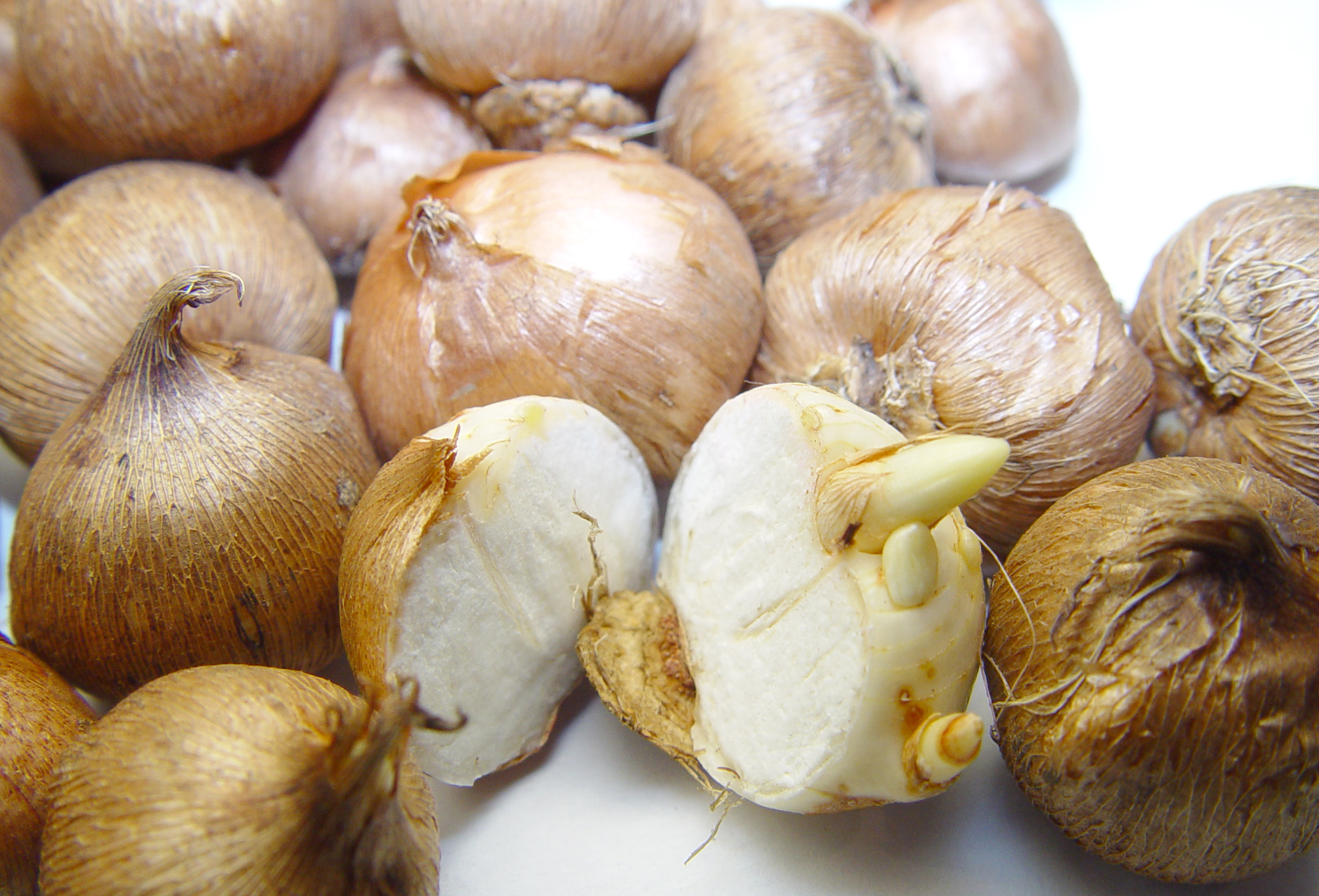